# Reema Juffali
Reema Juffali, en ocasions citada com Reema Al Juffali o Reema Al-Juffali (àrab: ريما الجفالي, Rīmā al-Juffālī) (Jiddah, 18 de gener de 1992), és una automobilista de l'Aràbia Saudita que competeix a l'International GT Open amb el seu propi equip, Theeba Motorsport. És la primera dona saudita pilot, la primera que ha competit al seu país i també la primera saudita en guanyar una cursa internacional de motor.
El 2022, va ser nomenada com una de les 100 dones de la BBC, una llista de 100 dones inspiradores i influents de tot el món.

## Joventut
Juffali va néixer i es va criar a Jiddah. De petita, es va interessar pels cotxes i els esports, tot i que el país prohibia estrictament que les dones conduïssin en aquella època. Va completar la seva educació primària a la British International School of Jeddah. Juffali va cursar els seus estudis superiors en Relacions internacionals en la Universitat Northeastern, titulant-se el 2010.

## Carrera esportiva

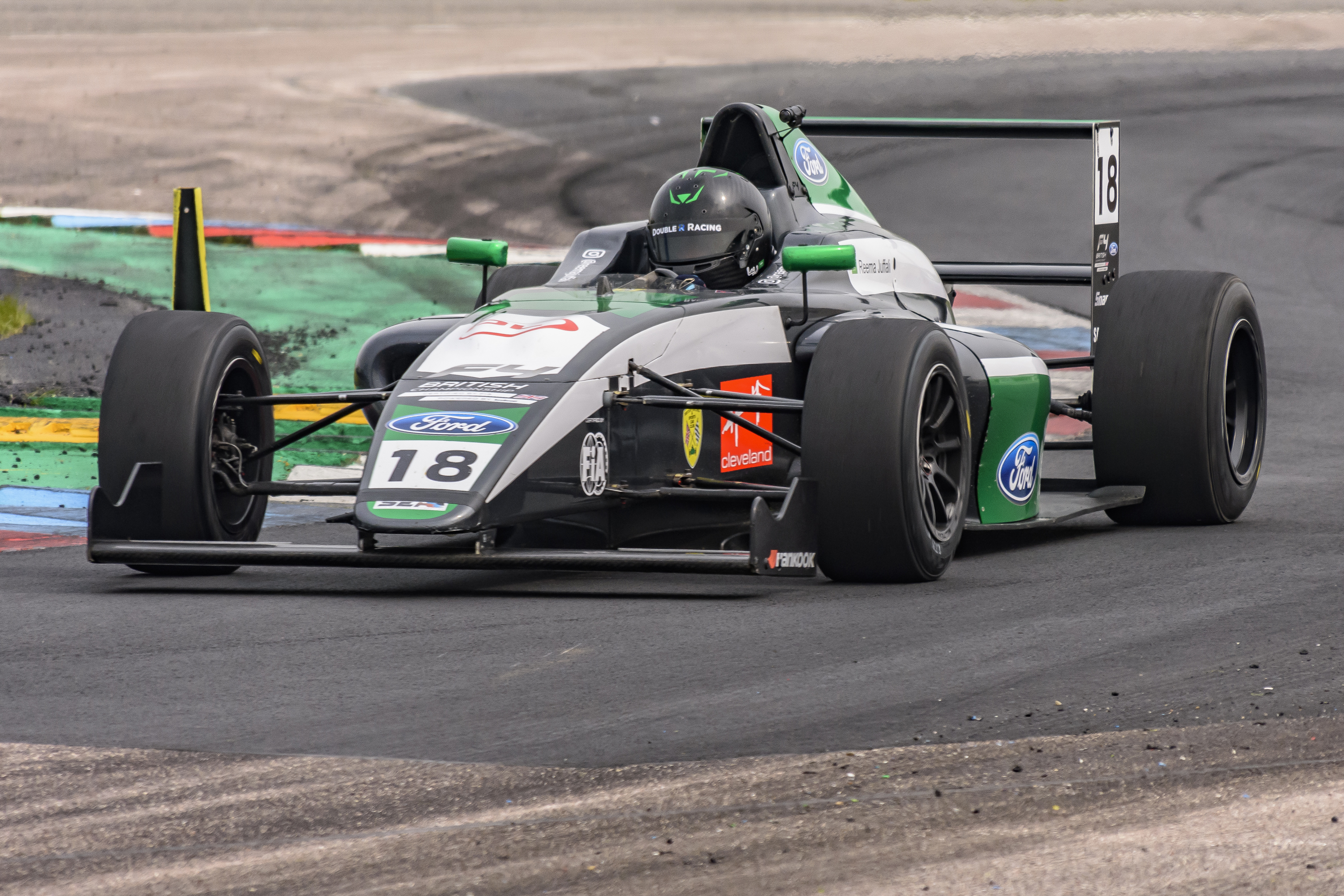
Juffali al seu F4. Circuit de Thruxton, 2019.

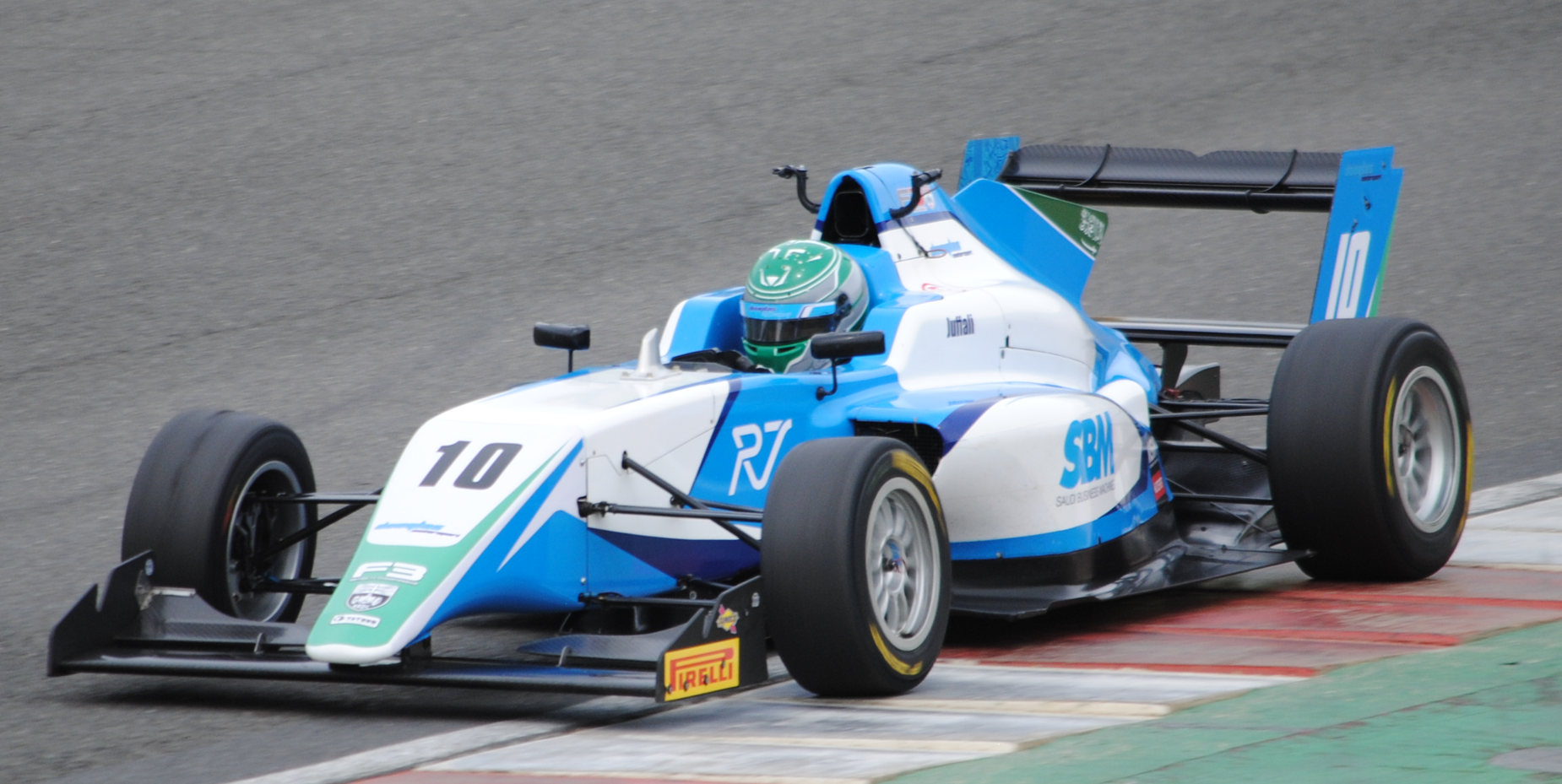
Al campionat GB3. Brands Hatch, 2021.

L'octubre de 2010, després de graduar-se, Juffali va obtenir el carnet de conduir als EUA. Va obtenir la seva llicència de carreres el setembre de 2017, després que la lluita feminista a l'Arabia Saudita aconseguís aixecar la prohibició que impedia conduir a les dones. La seva cursa de debut com a pilot professional va arribar l'octubre de 2018 i va aconseguir la seva primera victòria tot just dos mesos després.
L'abril de 2019, Juffali va representar l'Aràbia Saudita en el Campionat Britànic de F4 a Brands Hatch, la seva primera aparició en aquest campionat. El 22 de novembre de 2019, es va convertir en la primera dona saudita en disputar una competició internacional de curses a l'Aràbia Saudita, participant en la primera ronda del Jaguar I-Pace eTrophy 2019-20, com a pilot convidada. La cursa es va celebrar en el circuit urbà de Riad. També va córrer en el Campionat dels Emirats Àrabs Units de Fórmula 4 de 2020 i en el Campionat GB3 de 2021. L'organització del Gran Premi de l'Aràbia Saudita del 2021 (el primer que es corria al país), va designar Reema com a una de les seves ambaixadores.
L'any 2022, Juffali va fundar el seu propi equip de competició, Theeba Motorsport. Aquest facilitarà l'accés i la participació de l'Aràbia Saudita en els esports de motor, mitjançant la creació d'una sèrie de programes educatius de pràctiques. L'equip competeix a la classe Pro-Am de l'International GT Open i té la intenció de convertir-se en el primer equip saudí en participar de les 24 Hores de Le Mans. La pilot va declarar que el seu objectiu per la temporada de 2023 era afiançar-se en la GT i treballar per poder disputar la temporada completa (10 curses), que la duria a circuits històrics com Monza, Spa-Francorchamps, Nürburgring o Montmeló.

### Registre anual en competicions internacionals
| Temporada | Competició                                | Equip                      | Curses | Victòries | Poles | Voltes ràpides | Pòdiums | Punts | Posició |
| --------- | ----------------------------------------- | -------------------------- | ------ | --------- | ----- | -------------- | ------- | ----- | ------- |
| 2018–19   | MRF Challenge Formula 2000 Championship   | MRF Racing                 | 5      | 0         | 0     | 0              | 0       | 2     | 16a     |
| 2019      | F4 British Championship                   | Double R Racing            | 30     | 0         | 0     | 0              | 0       | 20    | 13a     |
| 2019      | Formula 4 UAE Championship - Trophy Round | Dragon Racing              | 2      | 0         | 0     | 0              | 0       | 0     | -       |
| 2019–20   | Jaguar I-Pace eTrophy                     | Jaguar VIP Car             | 2      | 0         | 0     | 0              | 0       | 0     | -       |
| 2020      | Formula 4 UAE Championship                | Dragon Racing              | 19     | 0         | 0     | 0              | 0       | 80    | 8a      |
| 2020      | F4 British Championship                   | Argenti Motorsport         | 26     | 0         | 0     | 0              | 0       | 27    | 13a     |
| 2021      | GB3 Championship                          | Douglas Motorsport         | 21     | 0         | 0     | 0              | 0       | 90    | 18a     |
| 2022      | 24H GT Series - GT3 Am                    | SPS Automotive Performance | 1      | 0         | 0     | 0              | 1       | 25    | -       |
| 2022      | GT World Challenge Europe Endurance Cup   | SPS Automotive Performance | 1      | 0         | 0     | 0              | 0       | 0     | -       |
| 2022      | International GT Open PRO-AM              | Theeba Motorsport          | 10     | 4         | 1     | 0              | 6       | 57    | 2a      |

## Premis i reconeixements
El 2022, Juffali va ser inclosa per la cadena britànica BBC en la llista 100 Women una llista de dones inspiradores i influents arreu del món, juntament amb la cantant Billie Eilish; la primera dama d'Ucraïna, Olena Zelenska, o l'actriu Priyanka Chopra.